# 因異端罪名被火刑的人物列表
此列表中的人物在被各種宗教團體視為異端後燒死。有一些是政治迫害。本表並未列出所有受火刑者；並且，本表中的某些受害者，例如 Quirinus Kuhlmann 和雅克·德·莫萊主要是因政治目的而被處死。

## 羅馬天主教會
1. 坎布拉的拉米杜（英语：Ramihrdus of Cambrai）（1076或1077）（私刑）
2. 布呂的彼得（英语：Peter of Bruys）（† 1130）（私刑）
3. 杰拉德·悉加列利（† 1300）
4. Maifreda da Pirovano（† 1300）
5. Andrea Saramiti（† 1300）
6. 弗拉·多爾契諾（英语：Fra Dolcino）（† 1307）
7. Sister Margherita（† 1307）
8. Brother Longino（† 1307）
9. 瑪格麗特·波雷特（英语：Marguerite Porete）（† 1310）
10. Botulf Botulfsson（† 1311），唯一已知在瑞典處死的異端
11. 雅克·德·莫萊（1243－1314），聖殿騎士團大團長，13號星期五在法王腓力四世控制下的法庭認罪之後燒死。
12. 吉拉姆·貝里巴斯特（英语：Guilhèm Belibasta）（† 1321），最後的卡特里派教徒
13. 彼得羅妮拉·德·米斯（† 1321），大不列顛島與愛爾蘭島目前已知第一位以巫術罪名判處死刑的女巫嫌疑人。
14. Francesco da Pistoia（† 1337）
15. Lorenzo Gherardi（† 1337）
16. Bartolomeo Greco（† 1337）
17. Bartolomeo da Bucciano（† 1337）
18. Antonio Bevilacqua（† 1337）
19. 威廉·索特里（英语：William Sawtre）（† 1401）
20. 約翰·巴德比（英语：John Badby）（† 1410）
21. 揚·胡斯（1371－1415）
22. 布拉格的杰罗姆（1365－1416），揚·胡斯追隨者
23. 聖女貞德（1412－1431），法國的軍事家，天主教聖徒
24. Thomas Bagley（† 1431）
25. 帕維爾·克拉瓦爾（英语：Pavel Kravař）（† 1433）
26. 薩佛納羅拉（† 1498）
27. Joshua Weißöck（1488－1498）
28. 吉恩·瓦萊爾（英语：Jean Vallière）（† 1523）
29. 亨德里克·沃斯（英语：Jan van Essen and Hendrik Vos）（† 1523），首批被在荷蘭十七省被火燒
30. 揚·范·埃森（英语：Jan van Essen and Hendrik Vos）（† 1523），首批被在荷蘭十七省被火燒
31. 揚·德·巴克（英语：Jan de Bakker）（† 1525），第一個北荷蘭殉道者
32. Wendelmoet Claesdochter（† 1527），首位被當成異教徒火燒的荷蘭女性
33. 麥可·薩特勒（英语：Michael Sattler）（† 1527）
34. 帕特里克·漢密爾頓（英语：Patrick Hamilton (martyr)）（† 1528）
35. 胡伯邁爾（1485－1528），再犯的異教徒
36. 喬治·布勞羅克（1491－1529）
37. Hans Langegger（† 1529）
38. Giovanni Milanese（† 1530）
39. 威廉·廷代爾（1490－1536）
40. 約翰·弗里思（英语：John Frith）（1503－1533）
41. 雅各·胡特爾（† 1536）
42. 法蘭斯高·德·桑·羅曼（英语：Francisco de San Roman）（† 1540）
43. Giandomenico dell' Aquila（† 1542）
44. 喬治·維沙特（英语：George Wishart）（1513－1546）
45. John Rogers（† 1555）
46. 羅蘭·泰勒（† 1555）
47. 約翰·霍伯（英语：John Hooper (bishop)）（† 1555）
48. 羅伯特·費拉爾（英语：Robert Ferrar）（† 1555）
49. Patrick Pakingham（† 1555）
50. 休·拉蒂默（1485－1555），再犯的異教徒
51. 尼古拉斯·里德利（1500－1555）
52. Bartolomeo Hector（† 1555）
53. Paolo Rappi（† 1555）
54. Vernon Giovanni（† 1555）
55. Labori Antonio（† 1555）
56. 約翰·布拉德福德（英语：John Bradford）（† 1555）
57. 托馬斯·克蘭麥（1489－1556），再犯的異教徒
58. 龐波尼奧·阿爾傑里奧（英语：Pomponio Angerio）（† 1556）
59. Nicola Sartonio（† 1557）
60. Fra Goffredo Varaglia（† 1558）
61. Gisberto di Milanuccio（† 1558）
62. Francesco Cartone（† 1558）
63. Antonio di Colella（† 1559）
64. Antonio Gesualdi（† 1559）
65. Giacomo Bonello（† 1560）
66. Mermetto Savoiardo（† 1560）
67. Dionigi di Cola（† 1560）
68. Gian Pascali di Cuneo（† 1560）
69. Bernardino Conte（† 1560）
70. Giorgio Olivetto（† 1567）
71. Luca di Faenza（† 1568）
72. Thomas Szük（1522－1568）
73. Bartolomeo Bartoccio（† 1569）
74. 德克·威廉斯（英语：Dirk Willems）（† 1569）
75. Fra Arnaldo di Santo Zeno（† 1570）
76. Alessandro di Giacomo（† 1574）
77. Benedetto Thomaria（† 1574）
78. Diego Lopez（† 1583）
79. Gabriello Henriquez（† 1583）
80. Borro of Arezzo（† 1583）
81. Ludovico Moro（† 1583）
82. Pietro Benato（† 1585）
83. Francesco Gambonelli（† 1594）
84. Marcantonio Valena（† 1594）
85. Giovanni Antonio da Verona（† 1599）
86. Fra Celestino（† 1599）
87. 焦爾達諾·布魯諾（1548－1600）
88. Maurizio Rinaldi（† 1600）
89. Bartolomeo Coppino（† 1601）
90. Kimpa Vita（1684－1706）
91. 瑪莉亞·芭芭拉·卡里洛（英语：Maria Barbara Carillo）（1625－1721）

## 聖公會
1. 安妮·阿斯科（英语：Anne Askew）（1521－1546）
2. 瓊·博徹（英语：Joan Bocher）（† 1550）
3. 喬治·范·帕里斯（英语：George van Parris）（† 1551）
4. 馬修·哈蒙特（英语：Matthew Hamont）（† 1579）
5. John Lewes（† 1583）
6. Peter Cole（† 1587）
7. 法蘭西斯·凱特（英语：Francis Kett）（† 1589）
8. 巴塞洛繆·勒蓋特（英语：Bartholomew Legate）（1575－1612）
9. 愛德華·懷特曼（英语：Edward Wightman）（1566－1612），再犯的異教徒

## 東正教國家
1. 巴西爾（英语：Basil the Physician）（† 1118），被皇帝阿歷克塞一世判刑；異端者
2. 阿瓦庫姆（1620－1682），被沙皇費奧多爾三世判刑；對抗東正教教派舊禮儀派運動
3. 奎里納斯·庫爾曼（英语：Quirinus Kuhlmann）（† 1689），被沙皇伊凡五世判刑；被認為是政治上的危險

## 其他
1. 米格爾·塞爾韋特（1511－1553），实际上塞氏是被罗马天主教以及日内瓦小议会都定为异端执行火刑的人，塞氏观点挑战基督教传统的根本教义，否认三位一体，此惊世骇俗思想导致他被定罪。加尔文当时并未控制日内瓦小议会，且加尔文要求将火刑改为用剑处决因这样更仁慈，但加尔文与塞尔韦特有长期言语和思想冲突，曾通过亲信向法国天主教当局告发塞尔韦特，并表示不会让塞尔韦特活着离开自己的地盘，当塞尔韦特来到日内瓦时亲自派人逮捕塞尔韦特，并充当控方证人推动处死塞尔韦特。